# فرودگاه پونکری
فرودگاه پونکری (به انگلیسی: Poncri Auxiliary Aerodrome) یک فرودگاه همگانی است . این فرودگاه در کشور پاناما قرار دارد .